# Huw Irranca-Davies
Huw Irranca-Davies est un homme politique travailliste gallois né le 22 janvier 1963 à Gowerton.
Il est député à la Chambre des communes de 2002 à 2016, puis au Parlement gallois depuis cette date. Il occupe plusieurs postes subalternes dans le gouvernement Brown entre 2007 et 2010.
En mars 2024, il entre au gouvernement gallois comme secrétaire de cabinet pour le Changement climatique et les Affaires rurales, puis devient le vice-premier ministre d'Eluned Morgan au mois d'août.

## Biographie

### Origines
Ifor Huw Davies est né le 22 janvier 1963 à Gowerton, près de Swansea. Il est scolarisé à la comprehensive school (en) de Gowerton avant de poursuivre des études supérieures au Crewe and Alsager College et au Swansea Institute of Higher Education, où il décroche un MSc en gestion des ressources européennes.

### Carrière politique
Lors des élections générales de 2001, Huw Irranca-Davies est le candidat du Parti travailliste dans la circonscription de Brecon and Radnor. Il se classe troisième, avec 5 000 voix de retard sur les candidats conservateur et libéral-démocrate.
L'année suivante, une élection partielle (en) prend place dans la circonscription d'Ogmore à la suite du décès du député Ray Powell. Il s'impose dans ce bastion travailliste avec une majorité confortable mais inférieure aux scrutins précédents.
Au sein du gouvernement de Gordon Brown, Irranca-Davies est sous-secrétaire d'État parlementaire pour le pays de Galles de 2007 à 2008, puis pour le Département de l'Environnement, de l'Alimentation et des Affaires rurales de 2008 à 2010. Lorsque le Parti travailliste se retrouve dans l'opposition après sa défaite aux élections générales de 2010, il occupe plusieurs fonctions dans le cabinet fantôme d'Ed Miliband.
En octobre 2015, Irranca-Davies annonce son intention de quitter le Parlement du Royaume-Uni pour tenter de décrocher un siège à l'Assemblée nationale du pays de Galles. Il est sélectionné par le Parti travailliste comme candidat pour la circonscription galloise d'Ogmore aux élections législatives de 2016. Il est élu avec une large majorité et réélu en 2021.
Il dirige le comité des affaires constitutionnelles et législatives du Senedd de 2016 à 2017 avant de devenir ministre des Affaires sociales et de l'enfance dans le gouvernement de Carwyn Jones. En 2024, il est nommé secrétaire de cabinet pour le Changement climatique et les Affaires rurales par Vaughan Gething au mois de mars, puis vice-premier ministre par Eluned Morgan au mois d'août. Il est le premier travailliste à occuper cette fonction.

### Vie privée
Huw Davies rencontre sa femme Joanna Irranca, originaire d'une famille italienne ayant immigré au pays de Galles dans les années 1950, dans une salle de sport où il est employé. Ils décident de combiner leurs deux noms de famille lorsqu'ils se marient. Ils ont trois fils.